# Gmina Radowisz
Gmina Radowisz (mac. Општина Радовиш) – gmina miejska we wschodniej Macedonii Północnej.
Graniczy z gminami: Winica od północy, Karbinci od północnego zachodu, Sztip od zachodu, Koncze od południowego zachodu, Wasiłewo od południowego wschodu, Berowo od wschodu.
Skład etniczny
- 84,10% – Macedończycy
- 14,38% – Turcy
- 0,96% – Romowie
- 0,56% – pozostali

W skład gminy wchodzą:
- miasto: Radowisz
- 35 wsi: Ali Kocz, Ali Łobasi, Buczim, Wojisławci, Damjan, Drżani, Durutlija, Złejowo, Injewo, Jargulica, Kałauzlija, Kałudżerica, Karałobosi, Karadżałar, Kodżalija, Kozbunar, Nowo Seło, Oraowica, Papawnica, Pogułewo, Podaresz, Pokrajczewo, Prnalija, Raklisz, Saridżoł, Smiłjanci, Suldurci, Supurge, Topolnica, Coselija, Hudawerlija, Czeszme Maałe, Szajintasz, Szipkowica, Szturowo.